# Ga Seoksu
Ga Seoksu (Tiếng Hàn: 석수역, Hanja: 石水驛) là ga trên Tàu điện ngầm Seoul tuyến 1 ở Seoksu-dong, Manan-gu, Anyang-si, Gyeonggi-do. Vị trí của nhà ga gần Siheung 3-dong, Geumcheon-gu, Seoul nhưng vị trí chính thức của nhà ga là ở Seoksu-dong, Manan-gu, Anyang-si, Gyeonggi-do.

## Bố trí ga
| ↑ Văn phòng Geumcheon-gu |
| \| １ \|                 |
| Gwanak ↓                 |

| 1 | ● Tuyến 1 | → Hướng đi Anyang · Seodongtan · Cheonan · Sinchang → |
| 2 | ● Tuyến 1 | ← Hướng đi Guro · Yongsan · Đại học Kwangwoon         |